# کول میلر
کول میلر (انگلیسی: Cole Miller؛ زادهٔ ۲۶ آوریل ۱۹۸۴) ورزشکار هنرهای رزمی ترکیبی اهل ایالات متحده آمریکا است.
از باشگاه‌هایی که در آن بازی کرده‌است می‌توان به امریکن تاپ تیم اشاره کرد.